# Ibănești (okręg Vaslui)
Ibănești – wieś w Rumunii, w okręgu Vaslui, w gminie Ibănești. W 2011 roku liczyła 634 mieszkańców.